# Theater Akademie Stuttgart

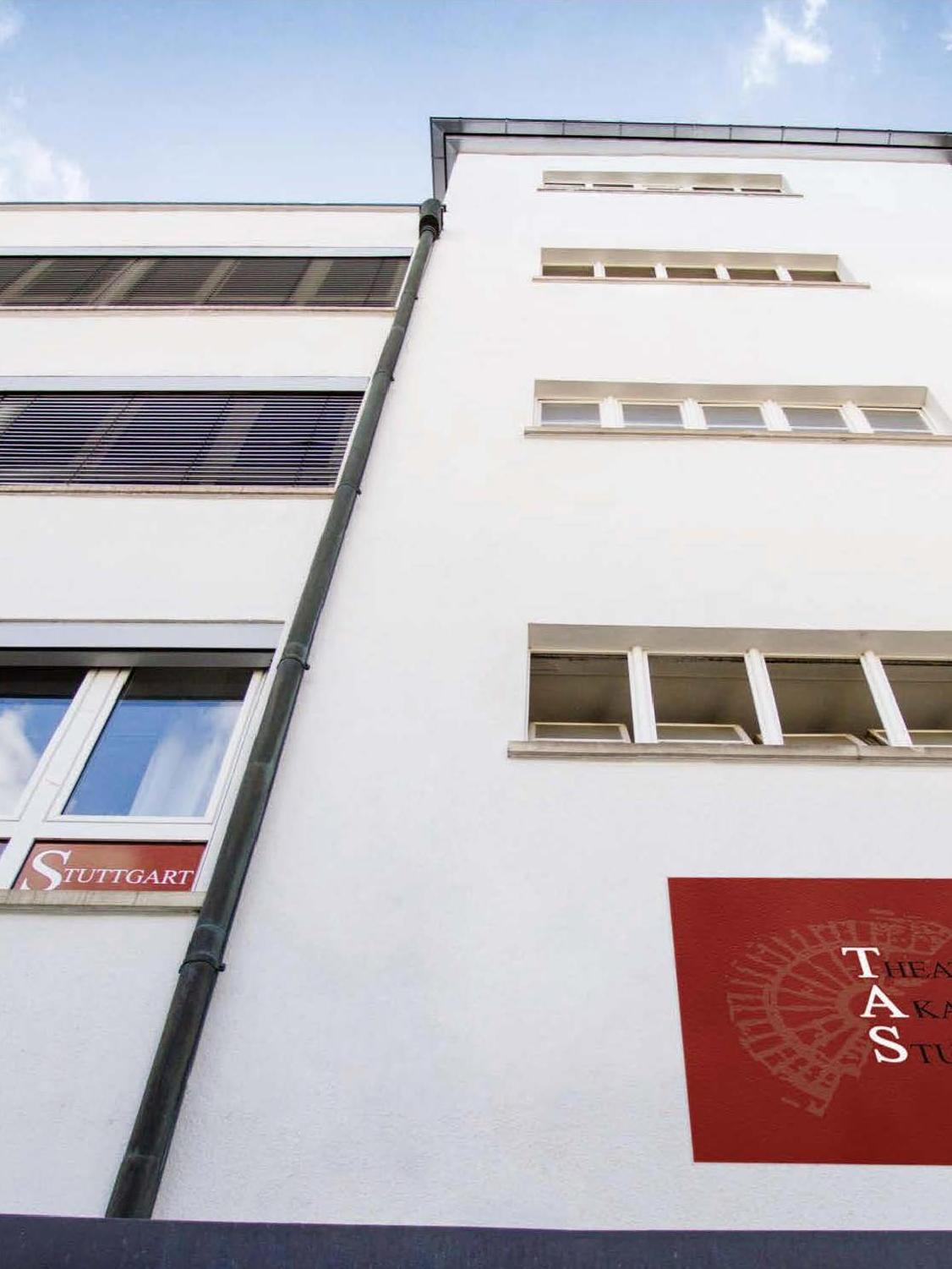

Die Theater Akademie Stuttgart (TAS) ist eine staatlich anerkannte Ergänzungsschule für die Ausbildungsgänge Schauspiel, Theaterpädagogik, Sprachkunst und Sprechpädagogik. Sie ist eine der ersten Ausbildungsstätten für Theaterpädagogik in Deutschland.
Sie wurde 1995 von Cornelia Elter und Christian Schlösser gegründet. Rund 60 Schüler werden von 22 Dozenten unterrichtet. Die Unterrichts- und Probenräume mit 600 m² befinden sich auf dem Kübler-Areal der ehemaligen Paul Kübler & Co., einem Industriekomplex in Stuttgart. Angeschlossen ist ein Tourneetheater, das in Deutschland und der Schweiz an Stadttheatern gastiert. Die Theaterakademie ist assoziiertes Mitglied im Verband deutschsprachiger privater Schauspielschulen (VdpS), im Bundesverband für Theaterpädagogik (BuT) sowie im Berufsverband Sprachgestaltung.

## Leitung und Dozenten
Seit 1995 leiten die Gründer Cornelia Elter und Christian Schlösser die TAS. Cornelia Elter ist Schauspielerin, Sprecherin und Dramaturgin, Christian Schlösser ist Regisseur, Sprecher und Theaterpädagoge. Cornelia Elter unterrichtet in den Fächern Sprechen, Stimmtraining, Theater- und Filmgeschichte.  Christian Schlösser unterrichtet die Fächer Rolle, Sprechen, Regie und Pädagogik.  Bekannte Dozenten für Schauspielausbildung  sind Felix Müller, ehemaliger Leiter der Schauspielschule an der Staatlichen Hochschule für Musik und Darstellende Kunst Stuttgart, der auch nach seiner Emeritierung Schauspieltraining und Rolle an der TAS unterrichtete. Der Filmschauspieler Aleksandar Jovanovic ist regelmäßiger Gastdozent für Camera Acting. Der Schauspieler, Regisseur und Theaterpädagoge  Bernd Köhler, Mitbegründer des Berufsverbandes Theaterpädagogik BuT, unterrichtet an der TAS seit Begründung des Ausbildungsbereiches Theaterpädagogik.

## Geschichte
Die Schule wurde 1995 zunächst als Ausbildung für die Fachbereiche Schauspiel und Sprachgestaltung von Cornelia Elter und Christian Schlösser gegründet. Die Ausbildung begann mit 12 Studenten unter dem Namen PUCK – Stuttgarter Schule für Sprache und Drama. 1997 wurde das Ausbildungsangebot um das Fach Theaterpädagogik erweitert; ein Jahr später die Abschlüsse für Schauspiel, Theaterpädagogik und Sprachgestaltung/Sprechpädagogik durch das Ministerium für Kultus, Jugend und Sport Baden-Württemberg staatlich anerkannt und nach § 7 Abs. 1, 2 Bundesausbildungsförderungsgesetz gefördert. Im gleichen Jahr gründeten Cornelia Elter und Christian Schlösser ein professionelles Tourneetheater unter dem Namen Bühnenforum PUCK, das seit 2000 unter dem Namen Theater Kompagnie Stuttgart firmiert und regelmäßig an Theatern der Interessengemeinschaft der Städte mit Theatergastspielen (INTHEGA) gastiert.
2007 und 2009 unternahmen Schüler und Dozenten mit dem  Kunsthistoriker und Archäologen Joachim Daniel zwei Kunstreisen zu antiken Theatern in Griechenland.
2015 feierte die Theater Akademie Stuttgart ihr 20-jähriges Jubiläum. Dazu ist eine Festschrift erschienen.

## Ausbildung
Die Ausbildung gliedert sich in drei Abschnitte: das Grundlagenjahr mit Schwerpunkt auf den Erwerb körperlicher Beweglichkeit und Durchlässigkeit, sowie der emotionalen Öffnung. Im zweiten Ausbildungsjahr finden Zulassungsprüfungen für die drei Fachbereiche Schauspiel, Theaterpädagogik, Sprachkunst/Sprechpädagogik statt, denen sich eine zweijährige Vertiefungsarbeit anschließt. Im Abschlussjahr finden fachspezifische Abschlussprüfungen mit staatlich anerkanntem Abschluss statt.

### Fachrichtung Schauspiel
Ziel der Ausbildung ist die staatliche Bühnenreifeprüfung und die Aufnahme in die Datei der ZAV-Künstlervermittlung Stuttgart. Grundlage der Ausbildung ist die Entwicklung der individuellen spielerischen Phantasie, der künstlerischen Inspiration, Ausdruckskraft und Wandlungsfähigkeit, sowie das körperliche und sprachliche Können des Absolventen. Ein Kollegium von Schauspielern, Coaches und Regisseuren bietet in Schauspielkursen, Workshops und Einzelsitzungen ein ganzheitliches Training für Bühne, Film und Fernsehen auf der Grundlage der eigenen Persönlichkeitsentwicklung an. Durch Mitwirkung bei Produktionen der Theater Kompagnie Stuttgart wird die Praxisnähe zum Theaterbetrieb ermöglicht. Ab dem zweiten Ausbildungsjahr sind Engagements in Theater, Film und TV zugelassen, sowie die Mitwirkung in einer Kooperation mit dem Alten Schauspielhaus Stuttgart.

### Fachrichtung Theaterpädagogik
Ziel der Ausbildung ist die Abschlussprüfung zum staatlich anerkannten Theaterpädagogen/in BuT. Der Titel Theaterpädagoge/in BuT ist als Wortmarke geschützt und darf nur von Absolventen der Aufbau- bzw. Vollausbildung geführt werden. Er ist in seinen inhaltlichen Vorgaben mit dem Diplom/Bachelor des Aufbaustudienganges einer Hochschule vergleichbar. Die TAS ist als BuT-Vollausbildung anerkannt. Wichtige Aspekte des Lehrinhalts sind künstlerische, spielpraktische, pädagogische und sozialpädagogische, sowie fachlich-theoretische Qualifikationen. Sowohl im künstlerischen als auch im pädagogischen Teil der Ausbildung steht der Praxisbezug im Mittelpunkt des Studiums: nach einer zweijährigen Grundschauspielausbildung schließen sich Praktika, eigene Regieprojekte und supervidierte schulexterne Projekte an Brennpunktschulen, -kindergärten oder an Flüchtlingseinrichtungen an und stellen den Praxisbezug zu pädagogischen Fragen her.
Forumtheater nach Augusto Boal, Playback Theaters, biographisches Theater und Jeux Dramatiques sind theaterpädagogische Werkzeuge bei der Bearbeitung von Gewalt, Sucht oder Migrationsthemen. In der Dramatherapie, oder Künstlerischen Therapie, werden die wesentlichen psychischen Erkrankungen und ihre Therapiemöglichkeiten bearbeitet.

### Fachrichtung Sprechkunst/Sprechpädagogik
Ziel der Ausbildung ist die Abschlussprüfung zum staatlich anerkannten Sprechkünstler und/oder Sprechpädagogen. Beide Ausbildungsgänge sind auch unabhängig voneinander möglich. Im Ausbildungsverlauf steht im Zentrum die Professionalisierung des künstlerischen Sprechens und deren performativer Anwendung auf der Bühne, sowie die pädagogische und/oder therapeutische Anwendung von Sprache. Die Grundlagenausbildung Schauspiel und Theaterpädagogik ist Teil des Fächerkanons der ersten beiden Ausbildungsjahre. Literaturgeschichte, Metrik/Poetik, Anatomie und Pädagogik bilden die theoretische Grundlage; Rezitationsabende, Sprachperformanceprojekte oder pädagogische Projekte in Kindergärten oder Flüchtlingseinrichtungen den fachpraktischen Teil der Ausbildung.
Ein Schwerpunkt der Ausbildung liegt auf der Arbeit am authentischen Ausdruck der Persönlichkeit, Voraussetzungen sind die Schulung von Selbstwert, Eigenwahrnehmung, Achtsamkeit und Empathie. Neben der inhaltlichen Textvermittlung ist die Rückführung auf die Elemente des künstlerischen Sprechens zu Laut, Silbe, Wort und Rhythmus zentrales Anliegen der Arbeit. Ziel ist die Sensibilisierung des Hörens, die dem Sprecher eine differenzierte Behandlung des gesprochenen Wortes ermöglicht.

## Besonderheiten
- das Doppel- oder Mehrfachstudium

Aufgrund der für die künstlerischen Berufe wechselnden Arbeitsmarktlage wurde damit die Möglichkeit eines zweiten beruflichen Standbeines geschaffen. Die TAS bietet als einziges vierjähriges Ausbildungsinstitut das Doppel- oder Mehrfachstudium grundständig an. Die Ausbildungsgänge werden bis zum Abschluss des 1. Hauptfachs parallel belegt. In einem Zusatzjahr wird der staatlich anerkannte Abschluss für den zweiten Ausbildungsgang möglich.
- die enge Zusammenarbeit mit der Theater Kompagnie Stuttgart

Das Ensemble besteht aus Dozenten und Schülern der TAS. Im Schwerpunkt des Spielplans werden Klassiker der Weltliteratur erarbeitet. Die Kompagnie tritt bundesweit im Abonnement von Stadttheatern auf und verbindet mit ihren Auftritten auch ein theaterpädagogisches Anliegen: In der Zusammenarbeit mit Schulen und Jugendeinrichtungen vor Ort werden inszenierungsbezogene Workshops von Studenten der Fachschaft Theaterpädagogik durchgeführt, sowie Assistenzen für Regie, Bühnenbeleuchtung und Bühnentechnik angeboten.

## Aufnahme und Studienbeginn
Interessenten für einen Ausbildungsplatz an der Theater Akademie Stuttgart können sich sowohl über die Theaterwerkstatt als auch über Einzelvorsprechen um einen Ausbildungsplatz bewerben. Es werden sprachliche, spielerische und körperliche Durchlässigkeit des Bewerbers überprüft. Dafür müssen für Schauspiel und für Theaterpädagogik zwei Rollen eigener Wahl vorgetragen werden. Für die Sprachkunst- und Sprechpädagogikausbildung müssen eine Rolle, ein lyrisches Gedicht und einen Prosatext vortragen. Studienbeginn ist in jedem Jahr im September und im Januar.

## Kooperationspartner
Die Theater Akademie Stuttgart kooperiert mit:
- Theater Kompagnie Stuttgart
- Landesbühne Tübingen
- Landesbühne Esslingen
- Schauspielbühnen Stuttgart
- Theater am Olgaeck
- ForumTheater Stuttgart
- Merz-Akademie Stuttgart
- TASK Schauspielschule für Kinder- und Jugendliche
- Brennpunktschulen und -kindergärten
- Wilde Bühne
- Kulturwerk Naost
- Interessengemeinschaft der Städte mit Theatergastspielen e. V. (INTHEGA)
- ZAV-Künstlervermittlung Stuttgart

## Trägerschaft
Die Theater Akademie Stuttgart ist eine Schule in privater Trägerschaft. Sie finanziert sich aus Schulgeldern, Einnahmen des angegliederten Tourneebetriebs der Theater Kompagnie Stuttgart, Zuwendungen von Stiftungen (u. a. Mahle-Stiftung, Robert-Bosch-Stiftung, Donata-Stiftung, Robert-Breuning-Stiftung, Kultura-Stiftung) und der Stadt Stuttgart.